# 舒马罗沃农村居民点
舒马罗沃农村居民点（俄语：Шумаровское сельское поселение）是俄罗斯联邦布良斯克州姆格林区所属的一个农村居民点。其下辖有6个居民点，行政中心为舒马罗沃。据2015年统计，该农村居民点的人口为672人。